# سرعة
السرعة هي معدل تغير المسافة بالنسبة للزمن (أي: معدل التغير في موقعه)؛ وهي كمية فيزيائية متجهة. أي أنها تقاس بالمقدار والاتجاه. متوسط السرعة لجسم ما (أو حتى طاقة) هو معدل حركته أثناء مدة زمنية معيّنة بغض النظر عن مدى تغير سرعته خلالها. مثلًا، متوسط سرعة سيارة قطعت 60 كم خلال ساعة هو 60 كم في الساعة، حتى لو توقفت تارَةً ومشت بسرعة 80 كم في الساعة تارةً أخرى.
طبقاً للنسبية الخاصة، فأعلى سرعة في الكون هي "c". التعبير عن "c" بأنها سرعة الضوء ليس دقيقًا كثيرًا، لكن بالإمكان القول مثلًا بأنها «سرعة الضوء في الفراغ» أو «أعلى سرعة في الكون». وتعادل "c" بدقة 299,692,458 م/ث، وهذا يعادل الدوران حول الأرض سبع مرات خلال ثانية واحدة. لا يُمكن للمادة الوصول تمامًا إلى سرعة الضوء، حيث سوف يتطلب هذا مقدارًا لا نهائيًا من الطاقة.
قانون حساب السرعة بالنسبة للحركة المستقيمة المنتظمة هو: السرعة = المسافة / الزمن v=d/t او velocity=distance/time  أما بالنسبة للحركة المتغيرة بانتظام فهو: (تسارع*زمن) + السرعة الابتدائية.
ومن أنواع السرعة
1. سرعة ثابتة: السرعة الثابتة هي السرعة التي يقطع فيها الجسم إزاحات متساوية في أزمنة متساوية.
2. سرعة متغيرة: والسرعة المتغيرة هي السرعة التي يقطع فيها الجسم إزاحات مختلفة في أزمنة مختلفة

## تعريف

### التعريف التاريخي
يعتبر العالم الإيطالي الفيزيائي غاليليو غاليلي أول من قام بقياس السرعة عن طريق قياس المسافة المقطوعة والزمن الذي أخذته لقطع هذه المسافة. قام غاليليو بتعريف السرعة بالعلاقة الآتية:
{\displaystyle v={\frac {d}{t}},}
حيث:v السرعة.
d: هي المسافة المقطوعة
t: هو زمن قطع المسافة.
فعلى سبيل المثال فإن راكب الدراجة الذي يقطع مسافة 30 متر في خلال زمن 2 ثانية تكون سرعته 15 متر لكل ثانية. يمكن أن تتحرك الأجسام بسرعات مختلفة فمثلا المركبة يمكنها أن تتحرك بسرعة 50 كم لكل ساعة ثم تبطئ حتى 0 كم لكل ساعة وبعدها تزداد إلى 30 كم لكل ساعة.

### سرعة لحظية
يمكن تعريف السرعة اللحظية على أنها السرعة عند لحظة معينة أو السرعة الثابتة خلال فترة زمنية قصيرة جدا. عن طريق النظر إلى عداد السرعة فإن الشخص يمكنه من قياس السرعة اللحظية للسيارة عند أي لحظة. إذا سارت المركبة بسرعة 50 كم في الساعة فإنها وبعد ساعة كاملة سوف تقطع مسافة 50 كم إذا كانت تسير بنفس السرعة خلال تلك الفترة. إذا استمرت المركبة في السير لمدة نصف ساعة فإنها ستقطع مسافة 25 كم. إذا استمرت لمدة دقيقة واحدة فأنها ستقطع مسافة 833 متر.
بالتعبير الرياضي فإن السرعة هي عبارة عن مقدار متجه السرعة والتي تنتج من مشتقة موقع r بالنسبة للزمن.
{\displaystyle v=\left|{\boldsymbol {v}}\right|=\left|{\dot {\boldsymbol {r}}}\right|=\left|{\frac {d{\boldsymbol {r}}}{dt}}\right|\,.}
إذا كان {\displaystyle s} هو طول المسار المقطوع في زمن t، فإن السرعة تساوي المشتقة:
{\displaystyle v={\frac {ds}{dt}}.}
في بعض الحالات الخاصة والتي بها السرعة تكون ثابتة، فيمكن تبسيط العلاقة إلى {\displaystyle v=s/t}.
بلغة الرسم فإن السرعة اللحظية هي ميل خط المماس عند أي نقطة على منحني المسافة مع الزمن بينما ميل الوتر على المنحنى نفسه يعنبر عن السرعة المتوسطة خلال الزمن المغطى بخط الوتر.

### سرعة متوسطة
يمكن تعريف السرعة المتوسطة على أنها المسافة الكلية المقطوعة خلال زمن ما. على سبيل المثال إذا كانت المسافة 80 كم تم قطعها في زمن ساعة فإن السرعة المتوسطة تكون 80 كم لكل ساعة. إذا تم قطع مسافة مقدراها 320 كم في زمن 4 ساعات فإن السرعة المتوسطة أيضا تكون 80 كم لكل ساعة. عند قسمة المسافة بالكيلو متر علي الزمن بالساعات فإننا نحصل على السرعة بوحدة الكم لكل ساعة. السرعة المتوسطة لا تقوم بوصف التغير في السرعة الذي يمكنه الحدوث خلال الزمن الكلي للمسافة المقطوعة حيث أنها تنتج عن قسمة المسافة الكلية المقطوعة على الزمن الكلي لها. بمكن قياس المسافة المقطوعة إذا علم كلا من السرعة المتوسطة والزمن:
{\displaystyle d={\boldsymbol {\bar {v}}}t\,.}
فإذا كانت السرعة المتوسطة 80 كم في الساعة والزمن يساوي أربع ساعات فإن المسافة المقطوعة تكون 320 كم.

### السرعة الخطية
السرعة الخطية هي المسافة المقطوعة لكل وحدة زمنية، في حين أن السرعة العرضية هي السرعة الخطية لشيء يتحرك على طول مسار دائري. وهناك نقطة على الحافة الخارجية من دوامة الخيل أو القرص الدوار يسافر مسافة أكبر في دوران كامل واحد من نقطة أقرب مركز. السفر مسافة أكبر في نفس الوقت يعني سرعة أكبر، وبالتالي تكون السرعة الخطية أكبر على الحافة الخارجية لجسم دوار من أقرب إلى المحور. هذه السرعة على طول مسار دائري يعرف باسم سرعة عرضية لأن اتجاه الحركة هو الظل إلى محيط الدائرة. بالنسبة للحركة الدائرية، يتم استخدام المصطلحات السرعة الخطية والسرعة العرضية بالتبادل، وكلا من وحدات استخدام m / s، كم / ساعة، وغيرها.
سرعة دوران (أو سرعة الزاوي) ينطوي على عدد من الثورات لكل وحدة من الزمن. جميع أجزاء جامدة مرح دوامة الخيل أو القرص الدوار بدوره حول محور دوران في نفس الوقت من الزمن. وبالتالي، فإن جميع أجزاء حصة نفس معدل دوران، أو نفس العدد من التناوب أو الثورات لكل وحدة من الزمن. ومن الشائع التعبير عن معدلات التناوب في الثورات في الدقيقة (RPM) أو من حيث عدد «راديان» تحولت في وحدة من الزمن. هناك أكثر قليلا من 6 راديان في دوران كامل (2π radians). عندما يتم تعيين اتجاه لسرعة دوران، فإنه يعرف باسم سرعة دوران أو السرعة الزاوية. سرعة دوران هو ناقلات حجمها هو سرعة دوران. سرعة ذات الصلة وسرعة دوران ذات الصلة: كلما زادت رم، وأكبر سرعة متر في الثانية الواحدة. السرعة التتابعية تتناسب طرديا مع سرعة الدوران في أي مسافة ثابتة من محور الدوران. ومع ذلك، فإن السرعة العرضية، على عكس سرعة الدوران، تعتمد على المسافة نصف القطرية (المسافة من المحور). لمنصة الدورية مع سرعة دوران ثابتة، والسرعة المماس في المركز هو صفر. نحو حافة المنصة تزداد السرعة العرضية بالتناسب مع المسافة من المحور. في صيغة المعادلة:
{\displaystyle v\propto \!\,r\omega \,,}
حيث v هو سرعة عرضية و ω (حرق يونانية أوميغا) هو سرعة دوران. واحد يتحرك بشكل أسرع إذا زاد معدل دوران (قيمة أكبر ل ω)، واحد أيضا يتحرك بشكل أسرع إذا حركة أبعد من محور يحدث (قيمة أكبر ل r). تحرك مرتين بعيدا عن محور الدوران في المركز وتحرك أسرع مرتين. انطلق ثلاث مرات حتى الآن ولديك ثلاثة أضعاف السرعة العرضية. في أي نوع من نظام الدورية، سرعة عرضية يعتمد على مدى كنت من محور الدوران.
وعندما تستعمل الوحدات المناسبة للسرعة العرضية v وسرعة الدوران ω والمسافة الشعاعية r، تصبح النسبة المباشرة من v لكل من r و the المعادلة الدقيقة
{\displaystyle v=r\omega \,.}
وبالتالي، فإن السرعة العرضية تتناسب طرديا مع r عندما تكون جميع أجزاء النظام في نفس الوقت ω، كما في عجلة، قرص، أو عصا جامدة.

## وحدات السرعة

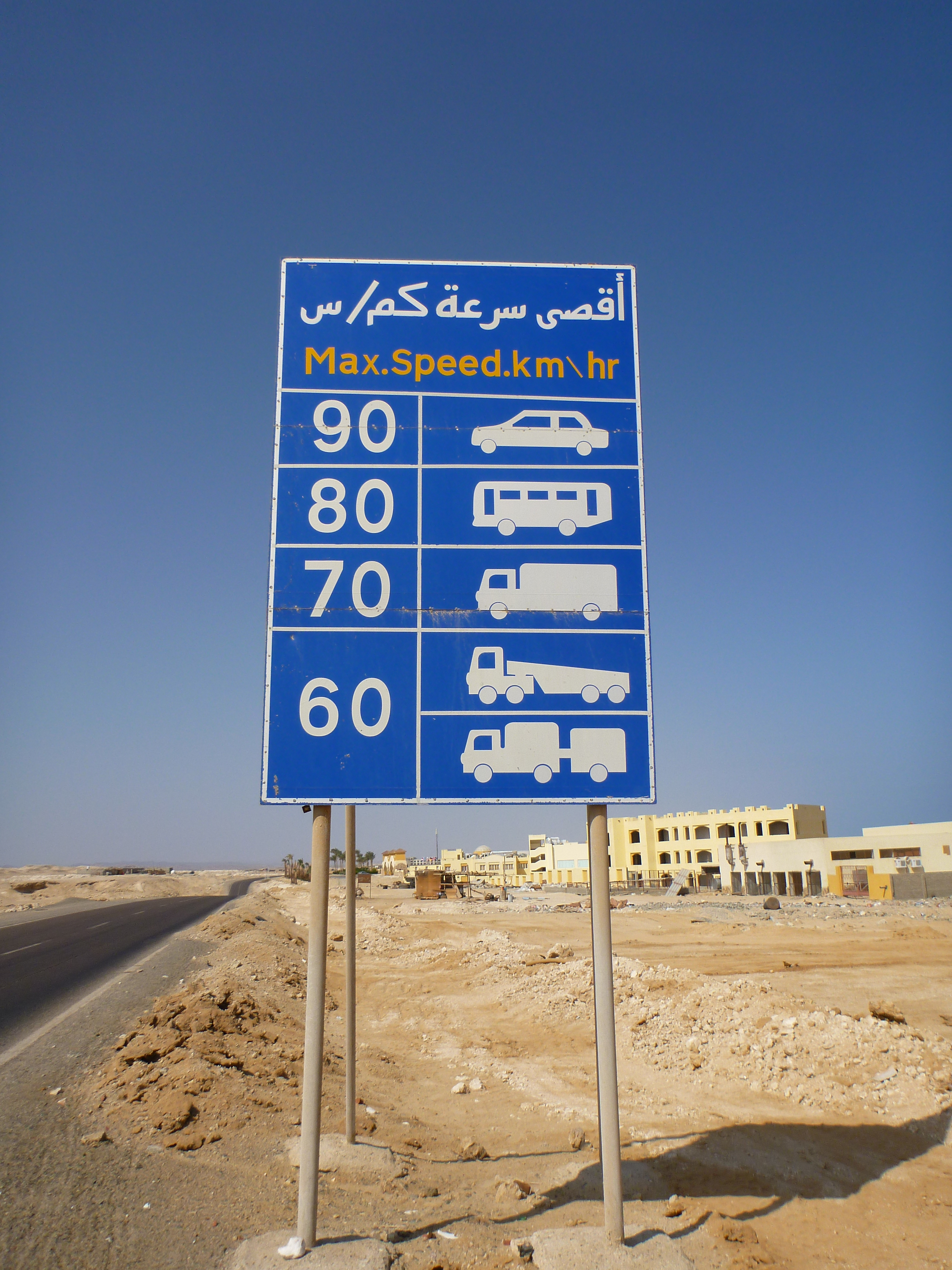
لافتة مرورية تنبه السائقين بعدم تجاوز السرعة القصوى المقررة. وتقاس سرعة المركبات عادة بوحدات كيلومتر في الساعة.

في النظام العالمي لقياس السرعة، الوحدة الأساسية هي المتر بالثانية: م/ث أو م ث^-1 ويمكن استعمال الكيلومتر في الساعة للسرعات المتوسطة مثل سرعة الصواريخ والسيارات..إلخ، حتى إن الكيلومتر في الساعة هو الأكثر شيوعاً رغم أن الوحدة الرسمية هي المتر في الثانية. وأيضاً، في المقاييس الكونية (عند قياس سرعة حركة الأجرام السماوية مثل أجرام النظام الشمسي وحتى النجوم والمجرات) تُستخدم وحدة الكيلومتر/الثانية لأن الوحدات الأخرى تُصبح تافهة حينها. أما في المجال البحري فتُقاس سرعة السفن والغواصات بالعقدة حيث تساوي: 1.853 كيلو متر/ساعة أو 0.5 متر/ثانية.
ومن وحدات قياس السرعة:
- متر في الثانية (الرمز m s−1 أو m/s).
- كيلومتر في الساعة (الرمز km/h).
- ميل في الساعة (الرمز mi/h أو mph).
- العقدة (ميل بحري في الساعة، الرمز kn أو kt).
- قدم في الثانية (الرمز fps أو ft/s).
- عدد ماخ (كمية لا بعدية), السرعة مقسومة على سرعة الصوت.
- سرعة الضوء في الفراغ (الرمز c = 299 792 458 m/s).

التحويل من وإلى وحدات السرعة المختلفة:
| الوحدة    | م/ث       | كم/س      | ميل/س     | م.ب/س     | ق/ث       |
| --------- | --------- | --------- | --------- | --------- | --------- |
| 1 م/ث =   | 1         | 3.6       | 2.236,936 | 1.943,844 | 3.280,840 |
| 1 كم/س =  | 0.277,778 | 1         | 0.621,371 | 0.539,957 | 0.911,344 |
| 1 ميل/س = | 0.447,04  | 1.609,344 | 1         | 0.868,976 | 1.466,667 |
| 1 م.ب/س = | 0.514,444 | 1.852     | 1.150,779 | 1         | 1.687,810 |
| 1 ق/ث =   | 0.304,8   | 1.097,28  | 0.681,818 | 0.592,484 | 1         |